# Juan Blanco Rouco
Juan Blanco Rouco (Neda, La Coruña; 2 de abril de 1940-Ferrol, 22 de agosto de 2018) fue un político español, senador, alcalde de Ferrol, y catedrático de instituto de griego.

## Biografía

### Formación
Nacido en A Mourela (Neda), a los seis años se trasladó con sus padres a Santa Icía (Ferrol). Entre los nueve y los diecinueve años estudió en el Seminario de Mondoñedo. De allí se trasladó a Madrid, donde tras estudiar en la Facultad de Filosofía de la Universidad Complutense de Madrid, se licenció en lenguas clásicas y obtuvo plaza de catedrático instituto en lengua griega. De regreso a Ferrol, dio clases de griego en el Instituto de secundaria Sofía Casanova de Ferrol.

### Actividad política
Comenzó su carrera política, siendo militante de Alianza Popular, primero como edil en el Ayuntamiento de Ferrol (1983), y posteriormente como jefe de gabinete del Consejero de Educación (1990-1993), senador (1993-1995), alcalde de Ferrol (1995-1999) y finalmente, vicepresidente de la Diputación de La Coruña (1999-2003). En 2003 regresó al instituto Sofia Casanova como catedrático de griego, hasta su jubilación en 2010.
Llegó a la alcaldía ferrolana gracias al apoyo de los Independientes por Ferrol. Uno de los momentos más duros de su mandato se produjo el 13 de enero de 1998, cuando unas rachas de viento de ciento setenta kilómetros por hora provocaron que el Discoverer Enterprise se rompiera empotrándose contra el puente de As Pías, que fue seccionado por la mitad, dejando incomunicada a la ciudad.